# Велье (озеро, Россонский район)
Ве́лье (бел. Ве́лле) — озеро в Россонском районе Витебской области Белоруссии. Площадь поверхности озера — 0,55 км². Размеры озера — 0,84 на 0,93 км, длина береговой линии — 2,8 км. Средняя глубина — 3 метра, наибольшая достигает 4,6 метра. Объём воды равен 1,66 млн м³. Площадь водосбора — 1,7 км².
Почти со всех сторон озеро Велье окружено сельскохозяйственными угодьями. Берега преимущественно низкие, песчаные, поросшие лесом и кустарником, местами торфянистые. Мелководье узкое, песчаное, местами торфянистое. На дне имеются залежи сапропеля. Окружающая местность этого водоёма носит в основном равнинный характер, лишь на востоке озера расположена невысокая гряда.
Неподалёку от этого озера расположено несколько населённых пунктов: Шалашники, Лапещино, Ущелёпки и агрогородок Клястицы. Здесь есть агроусадьбы, в которых люди отдыхают.
Разрешена платная рыбная ловля, а также в светлое время суток подводная охота.
В озере обитают такие виды рыб как: карп, лещ, окунь, щука, линь, плотва.